# Bellmunt (Sant Pere de Torelló)
Bellmunt és una muntanya de 1.247 metres al municipi de Sant Pere de Torelló, a la comarca d'Osona, i al cim hi ha el Santuari de la Mare de Déu de Bellmunt. És el punt culminant de la serra homànima. Les seves principal vies d'ascenció són des de Vidrà pel GR-3, des de Santa Maria de Besora i Sant Pere de Torelló pel GR-151 o pel PR C-45 des de Torelló o Sant Pere de Torelló. Des del capdamunt del cim es pot observar una bona panoràmica del Pirineu Oriental, la serralada Transversal i la plana de Vic.
Al cim hi ha un vèrtex geodèsic (referència 292092001 de l'ICC).
Aquest cim està inclòs al llistat dels 100 cims de la FEEC